# Temesvarer Zeitung
Die Temesvarer Zeitung war eine deutschsprachige Zeitung in Temeswar (heute Timișoara). Sie wurde am 15. Januar 1852 als Amtsblatt der Woiwodschaft Serbien und Temeser Banat ins Leben gerufen und war bis zum Jahr 1868 das einzige in der Stadt herausgebrachte Tagesblatt.
Bis zur Auflösung und Wiedereingliederung des Kronlandes in das Königreich Ungarn 1860 unterstützte das Amtsblatt erst die Politik der Wiener Regierung, später dann die ungarische Ausgleichspolitik der Partei Ferenc Deáks. Von 1940 bis 1944 war die Temesvarer Zeitung wegen ihrer humanitären Ansichten zu Gegnern und Verfolgten des NS-Regimes verboten. In der Volksrepublik Rumänien wurde ihr Erscheinen im Zuge der Zentralisierung des Pressewesens am 24. April 1949 eingestellt.

## Geschichte
Nach der Revolution von 1848/49 im Kaisertum Österreich wurde die Temesvarer Zeitung von der Wiener Regierung als offizielles Amtsblatt des Kronlandes Woiwodschaft Serbien und Temeser Banat ins Leben gerufen.
Erster Leiter des Blattes war der k.u.k. Landesregierungskonzipist Andreas Flatt. Ihm folgten Offizial A. J. Mayer (Anfang 1857) und der Statthaltereibeamte Carl Hirschfeld (Herbst 1857 bis Frühjahr 1858). Bis Ende März 1861 war Karl Junck für die Zeitung verantwortlich.
Nach dem Zusammenbruch des Neoabsolutismus und der Beseitigung der Statthalterei verlor das Blatt seinen amtlichen Charakter. Seit April 1861 zeichnete Carl Hirschfeld als Eigentümer, Herausgeber und Redakteur der Temesvarer Zeitung verantwortlich. Ende 1864 verkaufte Hirschfeld das Blatt an Martin Uhrmann. 1866 trat dieser von der Redaktion zurück. Ihm folgte der Rechtsanwalt Michael Niamessny, der gleichzeitig auch Vorsitzender der Deák-Partei war. Nach dem Österreichisch-Ungarischen Ausgleich unterstützte das Blatt die Ausgleichspolitik der Partei Ferenc Deáks. Sie warb propagandistisch für den ungarischen Staatsgedanken, so setzte sie sich zum Beispiel für die Magyarisierung in Schulen und Behörden ein oder behandelte bevorzugt ungarische Schriftsteller im Literaturteil. 1912 fusionierte die Temesvarer Zeitung mit der Neuen Temesvarer Zeitung. Nach seiner Wahl zum Chefredakteur modernisierte der ehemalige Theaterkritiker Anton Lovas das Blatt grundlegend.
Mit dem Friedensvertrags von Trianon nach dem Ersten Weltkrieg wurde das Banat dreigeteilt, wobei der größere Teil mit Temeswar an Rumänien angeschlossen wurde. In der folgenden Zwischenkriegszeit entwickelte sich die kulturelle Arbeit der Temesvarer Zeitung neben der Banater Deutschen Zeitung zu ihrem Höhepunkt. Nach der Machtergreifung Adolf Hitlers trat die Temesvarer Zeitung „im Zeichen der Bewahrung von Humanität für Gegner und Verfolgte des Dritten Reiches ein“, was 1940 zu ihrem Verbot führte. Nach dem Königlichen Staatsstreich in Rumänien 1944 konnte die Zeitung ihre Tätigkeit wieder aufnehmen. 1949 wurde das Blatt durch die zentralistischen Verordnungen des kommunistischen Regimes endgültig eingestellt.